# Presidenti del Venezuela
I presidenti del Venezuela dal 1830 (indipendenza dalla Grande Colombia e proclamazione della República de Venezuela) ad oggi sono i seguenti.

## Lista
Presidente dello Stato del Venezuela 

  Partito Conservatore    Partito Liberale del Venezuela   Indipendente    Dittatura militare    MVR/PSUV 
| N.   | Presidente | Presidente | Presidente                                                                                        | Partito                                                             | Elezione                                | Mandato           | Mandato           |
| N.   | Presidente | Presidente | Presidente                                                                                        | Partito                                                             | Elezione                                | Inizio            | Fine              |
| ---- | ---------- | ---------- | ------------------------------------------------------------------------------------------------- | ------------------------------------------------------------------- | --------------------------------------- | ----------------- | ----------------- |
| 1    |            |            | José Critóbal Hurtado de Mendoza y Montilla                                                       |                                                                     |                                         | 5 marzo 1811      | 21 marzo 1812     |
| 2    |            |            | Francisco Silvestre Espejo Camaño                                                                 |                                                                     |                                         | 21 marzo 1812     | 3 aprile 1812     |
| 3    |            |            | Sebastián Francisco de Miranda y Rodríguez de Espinoza                                            |                                                                     |                                         |                   |                   |
| 4    |            |            | Simón José Antonio de la Santísima Trinidad Bolívar y Palacios de Aguirre, Ponte-Andrade y Blanco |                                                                     |                                         | 7 agosto 1813     | 25 novembre 1829  |
| 5    |            |            | José Antonio Páez                                                                                 | Conservatore                                                        | 1830                                    | 13 gennaio 1830   | 20 gennaio 1835   |
| 6    |            |            | Andrés Narvarte Pimentel                                                                          | Conservatore                                                        |                                         | 20 gennaio 1835   | 9 febbraio 1835   |
| 7    |            |            | José María Vargas Ponce                                                                           | Conservatore                                                        |                                         | 9 febbraio 1835   | 9 luglio 1835     |
| 8    |            |            | José María Carreño                                                                                | Conservatore                                                        |                                         | 27 luglio 1835    | 20 agosto 1835    |
| (7)  |            |            | José María Vargas Ponce                                                                           | Conservatore                                                        |                                         | 20 agosto 1835    | 24 aprile 1836    |
| 9    |            |            | Carlos Soublette                                                                                  | Conservatore                                                        |                                         | 24 aprile 1836    | 20 gennaio 1837   |
| (8)  |            |            | José María Carreño                                                                                | Conservatore                                                        |                                         | 27 gennaio 1837   | 11 marzo 1837     |
| (9)  |            |            | Carlos Soublette                                                                                  | Conservatore                                                        |                                         | 11 marzo 1837     | 1º febbraio 1839  |
| (5)  |            |            | José Antonio Páez                                                                                 | Conservatore                                                        |                                         | 1º febbraio 1839  | 28 gennaio 1843   |
| (9)  |            |            | Carlos Soublette                                                                                  | Conservatore                                                        |                                         | 28 gennaio 1843   | 20 gennaio 1847   |
| 10   |            |            | José Tadeo Monagas Burgos                                                                         | Conservatore                                                        |                                         | 20 gennaio 1847   | 5 febbraio 1851   |
| 11   |            |            | José Gregorio Monagas Burgos                                                                      | Conservatore                                                        |                                         | 5 febbraio 1851   | 20 gennaio 1855   |
| (10) |            |            | José Tadeo Monagas Burgos                                                                         | Liberale                                                            |                                         | 20 gennaio 1855   | 15 marzo 1858     |
| -    |            |            | Pedro Gual Escandon                                                                               | Liberale                                                            |                                         | 15 marzo 1858     | 18 marzo 1858     |
| 12   |            |            | Julián Castro Contreras                                                                           | Militare                                                            |                                         | 18 marzo 1858     | 12 agosto 1859    |
| 13   |            |            | Pedro Gual Escandon                                                                               | Indipendente                                                        |                                         | 12 agosto 1859    | 29 settembre 1859 |
| 14   |            |            | Manuel Felipe Tovar                                                                               | Liberale                                                            |                                         | 29 settembre 1859 | 20 maggio 1861    |
| (13) |            |            | Pedro Gual                                                                                        | Liberale                                                            |                                         | 20 maggio 1861    | 29 agosto 1861    |
| (5)  |            |            | José Antonio Páez                                                                                 | Militare                                                            |                                         | 29 agosto 1861    | 15 giugno 1863    |
| 15   |            |            | Juan Crisóstomo Falcón                                                                            | Militare                                                            |                                         | 15 giugno 1863    | 25 aprile 1868    |
| -    |            |            | Manuel Ezequiel Bruzual                                                                           | Indipendente                                                        |                                         | 25 aprile 1868    | 28 giugno 1868    |
| 16   |            |            | Guillermo Tell Villegas                                                                           | Liberale                                                            |                                         | 28 giugno 1868    | 20 febbraio 1869  |
| 17   |            |            | José Ruperto Saturnino Monagas                                                                    | Militare                                                            |                                         | 20 febbraio 1869  | 16 aprile 1870    |
| (16) |            |            | Guillermo Tell Villegas                                                                           | Liberale                                                            |                                         | 16 aprile 1870    | 27 aprile 1870    |
| 18   |            |            | Antonio Guzmán Blanco                                                                             | Liberale                                                            |                                         | 27 aprile 1870    | 27 febbraio 1877  |
| 19   |            |            | Francisco de Paula Linares Alcántara                                                              | Liberale                                                            |                                         | 27 febbraio 1877  | 30 novembre 1878  |
| 21   |            |            | José Gregorio Varela Linares                                                                      | Liberale                                                            |                                         | 30 novembre 1878  | 25 febbraio 1879  |
| (18) |            |            | Antonio Guzmán Blanco                                                                             | Liberale                                                            |                                         | 25 febbraio 1879  | 26 aprile 1884    |
| 22   |            |            | Joaquín Crespo                                                                                    | Liberale                                                            |                                         | 26 aprile 1884    | 15 settembre 1886 |
| (18) |            |            | Antonio Guzmán Blanco                                                                             | Liberale                                                            |                                         | 15 settembre 1886 | 8 agosto 1887     |
| 23   |            |            | Hermógenes López                                                                                  | Indipendente                                                        |                                         | 8 agosto 1887     | 2 luglio 1888     |
| 24   |            |            | Juan Pablo Rojas Paúl                                                                             | Liberale                                                            |                                         | 2 luglio 1888     | 19 marzo 1890     |
| 25   |            |            | Raimundo Andueza Palacio                                                                          | Conservatore                                                        |                                         | 19 marzo 1890     | 17 giugno 1892    |
| (16) |            |            | Guillermo Tell Villegas                                                                           | Liberale                                                            |                                         | 17 giugno 1892    | 7 ottobre 1892    |
| 26   |            |            | Guillermo Tell Villegas Pulido                                                                    | Liberale                                                            |                                         | 17 giugno 1892    | 7 ottobre 1892    |
| (22) |            |            | Joaquín Crespo                                                                                    | Militare                                                            |                                         | 7 ottobre 1892    | 28 febbraio 1898  |
| 27   |            |            | Ignacio Andrade Troconis                                                                          | Liberale                                                            |                                         | 28 febbraio 1898  | 20 ottobre 1899   |
| 28   |            |            | Cipriano Castro                                                                                   | Militare                                                            |                                         | 20 ottobre 1899   | 19 dicembre 1908  |
| 29   |            |            | Juan Vicente Gómez                                                                                | Militare                                                            |                                         | 19 dicembre 1908  | 5 agosto 1913     |
| 30   |            |            | José Gil Fortoul                                                                                  | Indipendente                                                        |                                         | 5 agosto 1913     | 19 aprile 1914    |
| -    |            |            | Victorino Márquez Bustillos                                                                       | Indipendente                                                        |                                         | 19 aprile 1914    | 24 giugno 1922    |
| (29) |            |            | Juan Vicente Gómez                                                                                | Militare                                                            |                                         | 24 giugno 1922    | 30 maggio 1929    |
| 31   |            |            | Juan Bautista Pérez                                                                               | Indipendente                                                        |                                         | 30 maggio 1929    | 13 giugno 1931    |
| (29) |            |            | Juan Vicente Gómez                                                                                | Militare                                                            |                                         | 13 giugno 1931    | 17 dicembre 1935  |
| 32   |            |            | Eleazar López Contreras                                                                           | Indipendente                                                        |                                         | 17 dicembre 1935  | 28 aprile 1941    |
| 33   |            |            | Isaías Medina Angarita                                                                            | Partito Democratico Venezuelano                                     |                                         | 28 aprile 1941    | 18 ottobre 1945   |
| 34   |            |            | Rómulo Ernesto Betancourt Bello                                                                   | Azione Democratica                                                  |                                         | 18 ottobre 1945   | 17 febbraio 1948  |
| 35   |            |            | Rómulo Gallegos Freire                                                                            | Azione Democratica                                                  |                                         | 17 febbraio 1948  | 24 novembre 1948  |
| 36   |            |            | Carlos Delgado Chalbaud                                                                           | Militare                                                            |                                         | 24 novembre 1948  | 13 dicembre 1950  |
| 37   |            |            | Germán Suárez Flamerich                                                                           | Indipendente                                                        |                                         | 13 dicembre 1950  | 2 dicembre 1952   |
| 38   |            |            | Marcos Pérez Jiménez                                                                              | Militare                                                            |                                         | 2 dicembre 1952   | 23 gennaio 1958   |
| 39   |            |            | Wolfgang Larrazábal                                                                               | Indipendente                                                        |                                         | 23 gennaio 1958   | 14 novembre 1958  |
| 40   |            |            | Edgar Sanabria                                                                                    | Indipendente                                                        |                                         | 14 novembre 1958  | 13 febbraio 1959  |
| (34) |            |            | Rómulo Ernesto Betancourt Bello                                                                   | Azione Democratica                                                  | 1958                                    | 13 febbraio 1959  | 13 marzo 1964     |
| 41   |            |            | Raúl Leoni Otero                                                                                  | Azione Democratica                                                  | 1963                                    | 11 marzo 1964     | 11 marzo 1969     |
| 42   |            |            | Rafael Caldera Rodríguez                                                                          | Copei                                                               | 1968                                    | 11 marzo 1969     | 12 marzo 1974     |
| 43   |            |            | Carlos Andrés Pérez Rodríguez                                                                     | Azione Democratica                                                  | 1973                                    | 12 marzo 1974     | 12 marzo 1979     |
| 44   |            |            | Luís Herrera Campíns                                                                              | Copei                                                               | 1978                                    | 12 marzo 1979     | 2 febbraio 1984   |
| 45   |            |            | Jaime Lusinchi                                                                                    | Azione Democratica                                                  | 1983                                    | 2 febbraio 1984   | 2 febbraio 1989   |
| (43) |            |            | Carlos Andrés Pérez Rodríguez                                                                     | Azione Democratica                                                  | 1988                                    | 2 febbraio 1989   | 21 maggio 1993    |
| 46   |            |            | Octavio Lepage Barreto                                                                            | Azione Democratica                                                  |                                         | 21 maggio 1993    | 5 giugno 1993     |
| 47   |            |            | Ramón José Velásquez                                                                              | Azione Democratica                                                  |                                         | 5 giugno 1993     | 2 febbraio 1994   |
| (42) |            |            | Rafael Antonio Caldera Rodríguez                                                                  | Convergenza Nazionale                                               | 1993                                    | 2 febbraio 1994   | 2 febbraio 1999   |
| 48   |            |            | Hugo Rafael Chávez Frías                                                                          | Movimento Quinta Repubblica, Partito Socialista Unito del Venezuela | 1998, 2000, 2006, 2012                  | 2 febbraio 1999   | 5 marzo 2013 (†)  |
| 49   |            |            | Nicolás Maduro Moros                                                                              | Partito Socialista Unito del Venezuela                              | Vicepresidente (f.f.), 2013, 2018, 2024 | 5 marzo 2013      | in carica         |